# Garðabær
Garðabær ['karðaˌpaiːr ̥] (dt. Wallgehöft) ist eine Stadt im Südwesten Islands in der dicht besiedelten Region Höfuðborgarsvæðið zwischen Hafnarfjörður und Kópavogur südlich von Reykjavík. Mit 18.891 Einwohnern (Stand: 1. Januar 2023) ist sie die fünftgrößte Stadt und sechstgrößte Gemeinde des Landes.

## Geschichte
Garðabær hieß ursprünglich Garðahreppur und wurde wie das weiter südlich gelegene Hafnarfjörður auf der Lava des vor etwa 7.200 Jahren eruptierten Búrfell errichtet.
Im Landnámabók werden in der Gegend des heutigen Garðabær mit den Gehöften Vífilsstaðir und Skúlastaðir Ansiedlungen erwähnt, die bereits zur Landnahmezeit bestanden. Vífilsstaðir war der Hof des Vífill, einem Sklaven Ingólfur Arnarsons, des ersten Siedlers der Insel. Die erste Schule im Ort wurde bereits 1791 auf dem Gehöft Hausastaðir gegründet. Noch bis in die 1960er Jahre besaß Garðabær eher ländlichen Charakter.
Durch die vermehrte Abwanderung aus den dünn besiedelten Regionen der Insel und der daraus resultierenden Konzentration der Gesamtpopulation in der Hauptstadtregion um Reykjavík, erhöhte sich auch die Einwohnerzahl Garðabærs (1960: 1000, 1976: mehr als 4000 Einwohner), dessen Randbezirke nunmehr an die umliegenden Städte angrenzen. Am 24. Dezember 1975 erhielt der Ort das Stadtrecht (kaupstaðurréttindi), und bei dieser Gelegenheit wurde der Ortsname von Garðahreppur in Garðabær, was "Gartenstadt" bedeutet, geändert. 1982 lag die Einwohnerzahl bei 5400 und 1989 betrug sie 6885. Garðabær ist heute im Wesentlichen eine durch moderne, zweckbezogene Architektur geprägte Stadt, auffällig ist eine überwiegend lockere Bebauung der Wohnsiedlungen.
Anfang 2013 fusionierte Álftanes mit Garðabær.

## Kultur und Sehenswürdigkeiten

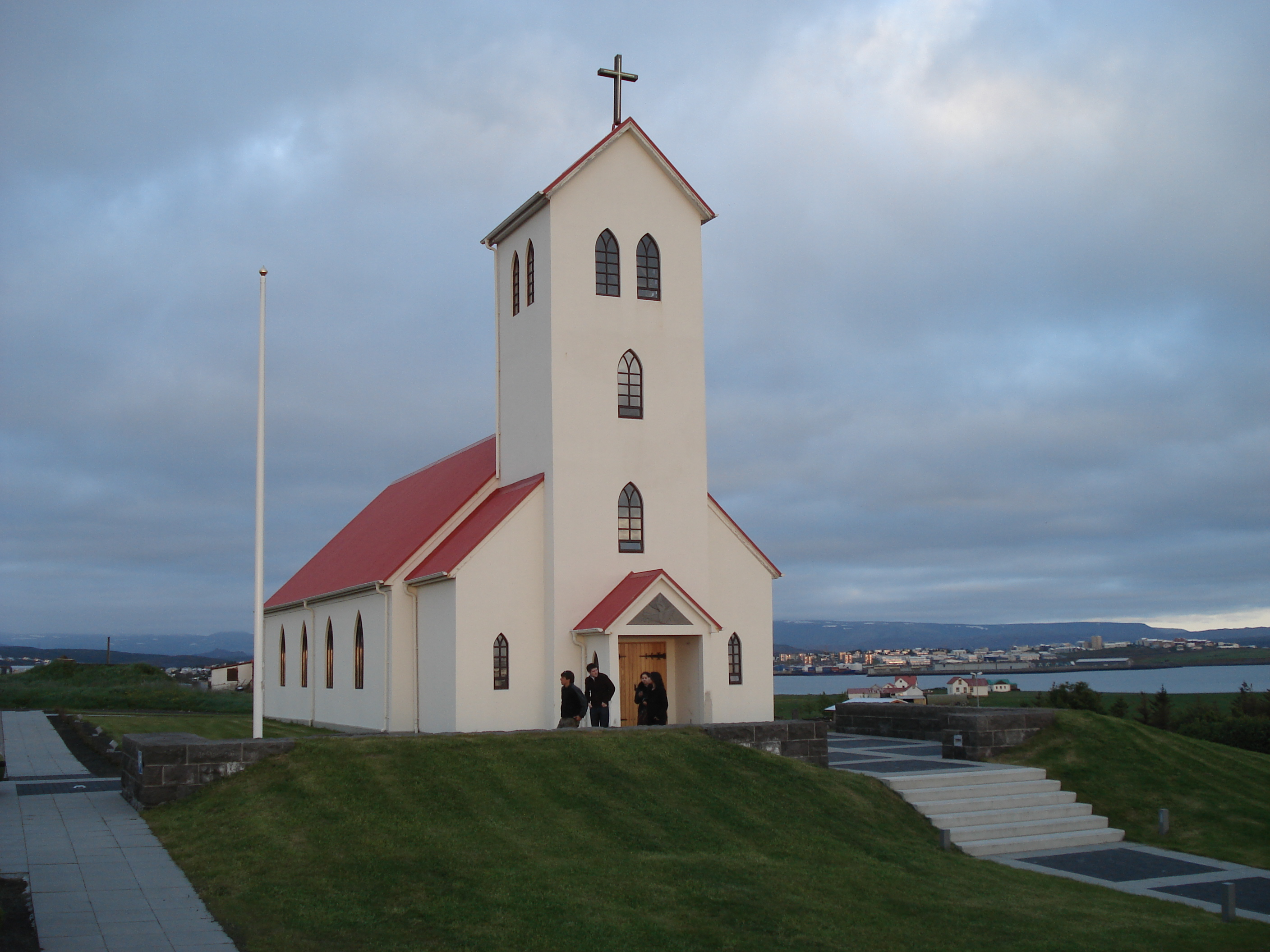
Garðakirkja

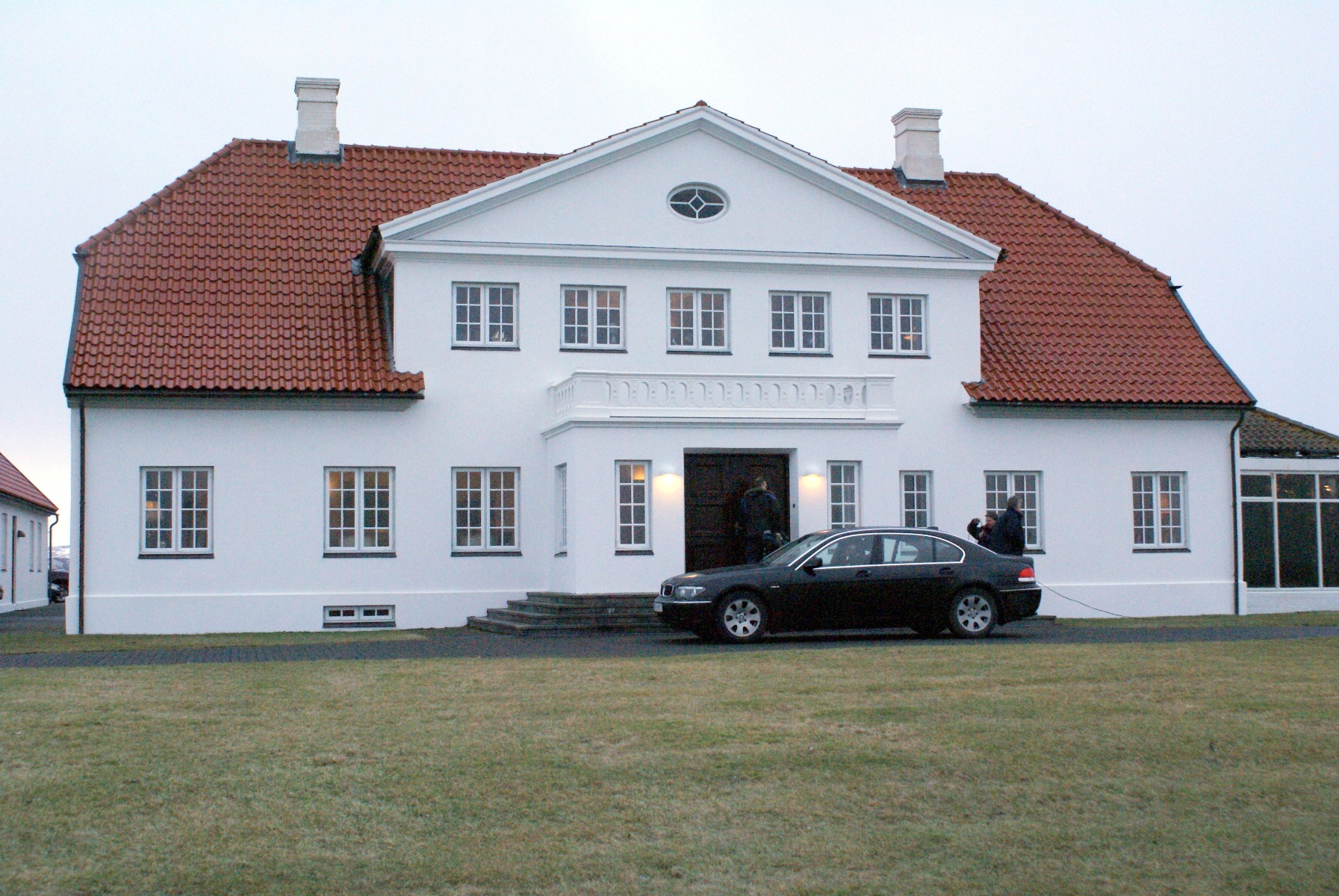
Bessastaðir

Vídalínskirkja

Die Kernstadt selbst bietet verschiedene Sehenswürdigkeiten. Hervorzuheben sind das 1998 gegründete Isländische Museum für Design und angewandte Künste und die beiden architektonisch modern und schlicht gehaltenen Kirchbauten, die Vídalínskirkja und die ältere Garðakirkja sowie der weithin sichtbare Rathausturm. Hinzu kommen im Stadtteil Álftanes der Präsidentensitz Bessastaðir und die Bessastaðakirkja.
Die Bessastaðakirkja zählt zu den ältesten Steinkirchen Islands. Der Überlieferung nach entstand bereits kurz nach der Annahme des Christentums auf Island im Jahre 1000 an dieser Stelle die erste Kirche, die der Hl. Maria und dem hl. Nikolaus geweiht war. Das heutige Kirchengebäude wurde 1773–1776 erbaut, der Turm wurde jedoch nach fünfzigjähriger Bauzeit erst 1823 fertig gestellt. Verschiedene bauliche Veränderungen wurden 1945–1947 vorgenommen, und 1998 erfolgte eine Renovierung der Kirche.
Die am 30. April 1995 mit 300 Sitzplätzen eingeweihte weiße Betonkirche Vídalínskirka ist benannt nach Ólaf Skúlasonur, der 1666 im Ort geboren wurde, von 1696 bis 1698 hier als Pastor tätig war und dann zum Bischof von Skálholt gewählt wurde. Er verfasste 1718 die "Vídalínspostilla", ein weit verbreitetes Religionsbuch und war bis zu seinem Tode 1720 als Bischof Jón Vídalín bekannt, und er gilt als einer der bedeutendsten Bischöfe von Skálholt. Die Garðakirkja wurde 1966 nach dreijähriger Bauzeit eingeweiht.
1986 wurden im Ort Reste eines großen 8 × 30 m großen  Hofsstaðir genannten Wikingerhauses, in dem möglicherweise 20–30 Menschen gelebt haben, aus der Zeit um 870–930 gefunden. Die Reste sind im Ort gut zu sehen, vor allem der 170 m² große Fußboden. Möglicherweise wurde das Haus bis ins 12. Jahrhundert bewohnt. Bei weiteren Ausgrabungen 1989 und 2000–2004 wurden zahlreiche Fundstücke geborgen. Die Anlage Hofsstaða Viking Longhouse Historic Park (Hofsstaðir minjagarður) ist mit einer Informationstafel erläutert und befindet sich in der Hofsstaðabraut neben der Kirche Vídalínskirkja.

## Wirtschaft
Garðabær ist Sitz der Unternehmen 66°North und Marel.

## Verkehr
Die Stadt ist über die Straße 41 an den Hringvegur, die wichtigste isländische Verkehrsader, angebunden. Südwestlich liegt der Flughafen Keflavík. Seit 2021 ist Garðabær Sitz der isländischen Straßenverwaltung Vegagerðin.

## Sport
Aus Garðabær kommt der Verein UMF Stjarnan.

## Städtepartnerschaften
Garðabær hat Partnerschaften geschlossen mit
- Asker, Norwegen
- Rudersdal Kommune, Dänemark
- Eslöv, Schweden
- Jakobstad, Finnland

## Söhne und Töchter
- Ólafur Jóhann Sigurðsson (1918–1988), Schriftsteller
- Sigurður Bjarnason (* 1970), Handballspieler und -trainer
- Garðar Jóhannsson (* 1980), Fußballspieler
- Gunnhildur Yrsa Jónsdóttir (* 1988), Fußballspielerin